# Ichneumolaphria fascipennis
Ichneumolaphria fascipennis là một loài ruồi trong họ Asilidae. Ichneumolaphria fascipennis được Hermann miêu tả năm 1912. Loài này phân bố ở vùng Tân nhiệt đới.